# Gasverbund Mittelland
Der Gasverbund Mittelland (GVM) in Arlesheim beschafft und transportiert Gas im Sinne einer Bündelung, im Auftrag der angeschlossenen 15 Lokalversorger im Mittelland sowie in der Nordwestschweiz. Dafür unterhält der GVM ein Hochdruck-Pipelinenetz von rund 520 km mit über 80 Übergabestationen und beschäftigt gut 64 Mitarbeitende. Der zukünftige Fokus des GVM soll nach eigenen Angaben auf grünen Gasen liegen. 

## Angeschlossene Lokalversorger
- Eniwa AG (Buchs)
- IWB (Basel)
- Energie Wasser Bern
- Energie Service Biel/Bienne
- Localnet (Burgdorf)
- EDJ (Delsberg)
- SWG (Grenchen)
- IBL (Langenthal)
- SWL Energie (Lenzburg)
- Viteos (Neuenburg)
- AEN (Olten)
- RES (Solothurn)
- Energie Thun
- IBW (Wohlen)
- StWZ (Zofingen)